# Ebenezer Huntington
Ebenezer Huntington (* 26. Dezember 1754 in Norwich, Colony of Connecticut; † 17. Juni 1834 ebenda) war ein US-amerikanischer Politiker. Zwischen 1810 und 1811 sowie von 1817 bis 1819 vertrat er den Bundesstaat Connecticut im US-Repräsentantenhaus.

## Werdegang
Nach einer guten Grundschulausbildung besuchte Ebenezer Huntington bis 1775 das Yale College. Beim Ausbruch des Unabhängigkeitskrieges schloss er sich der amerikanischen Bewegung an und wurde Soldat in der Kontinentalarmee. Später wurde er Offizier der regulären US-Armee. Im Jahr 1798 wurde er als Brigadegeneral angesichts eines drohenden Krieges mit Frankreich wieder in den aktiven Dienst gerufen. Diesen Posten bekleidete er zwischen dem 19. Juli 1798 und dem 15. Juni 1800.
Politisch war Huntington Mitglied der von Alexander Hamilton gegründeten Föderalistischen Partei. Nach dem Rücktritt des Kongressabgeordneten Samuel W. Dana, der den achten Abgeordnetensitz des Staates Connecticuts im US-Repräsentantenhaus innehatte, wurde Huntington bei der staatsweit abgehaltenen Nachwahl als dessen Nachfolger in den Kongress gewählt. Dort beendete er zwischen dem 11. Oktober 1810 und dem 3. März 1811 die angebrochene Legislaturperiode seines Vorgängers. Bei den Kongresswahlen des Jahres 1818 wurde er für den ersten Abgeordnetensitz seines Staates erneut in das US-Repräsentantenhaus in Washington gewählt. Dort trat er am 4. März 1817 die Nachfolge von Benjamin Tallmadge an. Bis zum 3. März 1819 absolvierte er eine volle Legislaturperiode im Kongress; dann übernahm Gideon Tomlinson von der Demokratisch-Republikanischen Partei sein Mandat.
Nach dem Ende seiner Zeit im US-Repräsentantenhaus zog sich Huntington aus der Politik zurück. Er starb im Juni 1834 in seinem Geburtsort Norwich und wurde dort auch beigesetzt.